# Poliadição
Poliadição ou  polimerização em cadeia é o processo de polimerização pelo qual se obtém grandes polímeros a partir de monômeros com dupla ligação. Como é uma reação em cadeia, a transformação é rápida e exotérmica. O processo possui três etapas: iniciação, propagação e término. 
A iniciação pode ser induzida por calor, radiação (ultravioleta ou raios gama) ou pela ação de agentes químicos iniciadores, que é o processo comumente empregado nas indústrias. O agente iniciador é uma molécula termicamente instável que sofre uma Ruptura homolítica e dá origem a dois radicais ativos. Esse radicais ativos atacam a dupla ligação dos monômeros e tranferem o centro ativo para eles, formando uma nova molécula instável. Durante a propagação, a espécie química reativa gerada na iniciação incorpora sucessivamente novas moléculas, transferindo o centro ativo de monômero para monômero. No término, o crescimento da cadeia é interrompido pelo desaparecimento do sítio ativo, que pode ocorrer por  reações de combinação, desproporcionamento ou transferência de cadeia.
Quando o iniciador é um cátion, a polimerização denomina-se catiônica. Se o iniciador for um ânion, a polimerização é dita aniônica.
Um caso típico de poliadição é a formação do poliuretano.